# برزة (زاز الغربي)
برزة (بالفارسية: برزه) هي قرية تقع في إيران في قسم زاز الغربي الریفي. يقدر عدد سكانها بـ 44 نسمة .